# Serie A 2020./21.
Serie A 2020./21. 119. je sezona prve talijanske nogometne lige od njezinoga utemeljenja. 
Sezona započinje 19. rujna 2020. godine, a završit će 23. svibnja 2021. godine. Branitelj naslova bio je Juventus iz Torina. Dana 2. svibnja 2021. četiri kola prije kraja prvenstva Inter Milan osigurao je svoj ukupno 19. naslov prvaka Italije, te svoj prvi naslov nakon sezone 2009./10. Ovo je prvi naslov nakon sezone 2010./11. koji nije osvojio Juventus.

## Momčadi
| Klub           | Grad      | Stadion                       | Kapacitet | Trener               | Kapetan              | Športski partner | Glavni sponzor      |
| -------------- | --------- | ----------------------------- | --------- | -------------------- | -------------------- | ---------------- | ------------------- |
| Atalanta       | Bergamo   | Gewiss Stadion                | 25.000    | Gian Piero Gasperini | Alejandro Gómez      | Joma             | Plus500             |
| Benevento      | Benevento | Stadio Ciro Vigorito          | 16.867    | Filippo Inzaghi      | Christian Maggio     | Kappa            | IVPC                |
| Bologna        | Bologna   | Stadio Renato Dall'Ara        | 36.462    | Siniša Mihajlović    | Andrea Poli          | Macron           | Liu·Jo              |
| Cagliari       | Cagliari  | Sardegna Arena                | 16.416    | Eusebio Di Francesco | Luca Ceppitelli      | Adidas           | Ichnusa             |
| Crotone        | Crotone   | Stadio Ezio Scida             | 16.640    | Giovanni Stroppa     | Alex Cordaz          | Zeus             | San Vincenzo        |
| Fiorentina     | Firenca   | Stadio Artemio Franchi        | 45.000    | Giuseppe Iachini     | Germán Pezzella      | Kappa            | Mediacom            |
| Genoa          | Genova    | Stadio Luigi Ferraris         | 36.600    | Rolando Maran        | Domenico Criscito    | Kappa            | Zentiva             |
| Hellas Verona  | Verona    | Stadio Marcantonio Bentegodi  | 39.371    | Ivan Jurić           | Miguel Veloso        | Macron           | Gruppo Sinergi      |
| Internazionale | Milano    | Stadio Giuseppe Meazza        | 75.923    | Antonio Conte        | Samir Handanović     | Nike             | Pirelli             |
| Juventus       | Torino    | Allianz Stadion               | 41.507    | Andrea Pirlo         | Giorgio Chiellini    | Adidas           | Jeep                |
| Lazio          | Rim       | Stadio Olimpico               | 72.634    | Simone Inzaghi       | Senad Lulić          | Macron           |                     |
| Milan          | Milano    | Stadio Giuseppe Meazza        | 75.923    | Stefano Pioli        | Alessio Romagnoli    | Puma             | Emirates            |
| Napoli         | Napulj    | Stadio San Paolo              | 54.726    | Gennaro Gattuso      | Lorenzo Insigne      | Kappa            | Lete                |
| Parma          | Parma     | Stadio Ennio Tardini          | 27.906    | Fabio Liverani       | Bruno Alves          | Erreà            | Cetilar             |
| Roma           | Rim       | Stadio Olimpico               | 72.634    | Paulo Fonseca        | Edin Džeko           | Nike             | Qatar Airways       |
| Sampdoria      | Genova    | Stadio Luigi Ferraris         | 36.600    | Claudio Ranieri      | Fabio Quagliarella   | Macron           | Acqua San Bernardo  |
| Sassuolo       | Sassuolo  | Mapei Stadium                 | 23.717    | Roberto De Zerbi     | Francesco Magnanelli | Puma             | Mapei               |
| Spezia         | La Spezia | Stadio Dino Manuzzi           | 23.860    | Vincenzo Italiano    | Claudio Terzi        | Acerbis          | TEN Food & Beverage |
| Torino         | Torino    | Stadio Olimpico Grande Torino | 27.958    | Marco Giampaolo      | Andrea Belotti       | Joma             | Suzuki              |
| Udinese        | Udine     | Stadio Friuli                 | 25.144    | Luca Gotti           | Kevin Lasagna        | Macron           | Dacia               |

### Trenerske promjene
| Momčad   | Bivši trener     | Razlog odlaska | Datum odlaska      | Novi trener          | Datum imenovanja   | Pozicija   |
| -------- | ---------------- | -------------- | ------------------ | -------------------- | ------------------ | ---------- |
| Cagliari | Walter Zenga     | Kraj ugovora   | 2. kolovoza 2020.  | Eusebio Di Francesco | 3. kolovoza 2020.  | Predsezona |
| Torino   | Moreno Longo     | Kraj ugovora   | 2. kolovoza 2020.  | Marco Giampaolo      | 7. kolovoza 2020.  | Predsezona |
| Juventus | Maurizio Sarri   | Otkaz          | 8. kolovoza 2020.  | Andrea Pirlo         | 8. kolovoza 2020.  | Predsezona |
| Parma    | Roberto D'Aversa | Otkaz          | 23. kolovoza 2020. | Fabio Liverani       | 28. kolovoza 2020. | Predsezona |
| Genoa    | Davide Nicola    | Otkaz          | 26. kolovoza 2020. | Rolando Maran        | 26. kolovoza 2020. | Predsezona |

## Stadioni i lokacije
| Klub           | Grad      | Stadion                       | Kapacitet |
| -------------- | --------- | ----------------------------- | --------- |
| Atalanta       | Bergamo   | Gewiss Stadion                | 25.000    |
| Benevento      | Benevento | Stadio Ciro Vigorito          | 16.867    |
| Bologna        | Bologna   | Stadio Renato Dall'Ara        | 36.462    |
| Cagliari       | Cagliari  | Sardegna Arena                | 16.416    |
| Crotone        | Crotone   | Stadio Ezio Scida             | 16.640    |
| Fiorentina     | Firenca   | Stadio Artemio Franchi        | 45.000    |
| Genoa          | Genova    | Stadio Luigi Ferraris         | 36.600    |
| Hellas Verona  | Verona    | Stadio Marcantonio Bentegodi  | 39.371    |
| Internazionale | Milano    | Stadio Giuseppe Meazza        | 75.923    |
| Juventus       | Torino    | Allianz Stadion               | 41.507    |
| Lazio          | Rim       | Stadio Olimpico               | 70.634    |
| Milan          | Milano    | Stadio Giuseppe Meazza        | 75.923    |
| Napoli         | Napulj    | Stadio San Paolo              | 54.726    |
| Parma          | Parma     | Stadio Ennio Tardini          | 27.906    |
| Roma           | Rim       | Stadio Olimpico               | 70.634    |
| Sampdoria      | Genova    | Stadio Luigi Ferraris         | 36.599    |
| Sassuolo       | Sassuolo  | Mapei Stadium                 | 23.717    |
| Spezia         | La Spezia | Stadio Dino Manuzzi           | 23.860    |
| Torino         | Torino    | Stadio Olimpico Grande Torino | 27.958    |
| Udinese        | Udine     | Stadio Friuli                 | 25.144    |

## Tablica
Ažurirano 7. siječnja 2021.
| #   | Momčad         | Ut. | Pob. | N. | Por. | G+ | G- | RG  | Bod. |                                                 |
| --- | -------------- | --- | ---- | -- | ---- | -- | -- | --- | ---- | ----------------------------------------------- |
| 1.  | Milan          | 16  | 11   | 4  | 1    | 35 | 19 | +16 | 37   | Grupna faza Lige prvaka 2021./22.               |
| 2.  | Internazionale | 16  | 11   | 3  | 2    | 41 | 21 | +20 | 36   | Grupna faza Lige prvaka 2021./22.               |
| 3.  | Roma           | 16  | 10   | 3  | 3    | 35 | 24 | +11 | 33   | Grupna faza Lige prvaka 2021./22.               |
| 4.  | Juventus       | 15  | 8    | 6  | 1    | 32 | 15 | +17 | 30   | Grupna faza Lige prvaka 2021./22.               |
| 5.  | Sassuolo       | 16  | 8    | 5  | 3    | 29 | 23 | +6  | 29   | Grupna faza Europske lige 2021./22.             |
| 6.  | Napoli         | 15  | 9    | 1  | 5    | 32 | 15 | +17 | 28   | Play-off Europske Konferencijske lige 2021./22. |
| 7.  | Atalanta       | 15  | 8    | 4  | 3    | 36 | 21 | +15 | 28   |                                                 |
| 8.  | Lazio          | 16  | 7    | 4  | 5    | 25 | 25 | 0   | 25   |                                                 |
| 9.  | Verona         | 16  | 6    | 6  | 4    | 20 | 15 | +5  | 24   |                                                 |
| 10. | Benevento      | 16  | 6    | 3  | 7    | 19 | 26 | –7  | 21   |                                                 |
| 11. | Sampdoria      | 16  | 6    | 2  | 8    | 25 | 26 | –1  | 20   |                                                 |
| 12. | Bologna        | 16  | 4    | 5  | 7    | 23 | 29 | –6  | 17   |                                                 |
| 13. | Udinese        | 15  | 4    | 4  | 7    | 17 | 23 | –6  | 16   |                                                 |
| 14. | Fiorentina     | 16  | 3    | 6  | 7    | 17 | 23 | –6  | 15   |                                                 |
| 15. | Cagliari       | 16  | 3    | 5  | 8    | 23 | 33 | –10 | 14   |                                                 |
| 16. | Spezia         | 16  | 3    | 5  | 8    | 21 | 31 | –10 | 14   |                                                 |
| 17. | Torino         | 16  | 2    | 6  | 8    | 26 | 33 | –7  | 12   |                                                 |
| 18. | Parma          | 16  | 2    | 6  | 8    | 13 | 31 | –18 | 18   | Ispadanje u Serie B 2021./22.                   |
| 19. | Genoa          | 16  | 2    | 5  | 9    | 16 | 30 | –14 | 11   | Ispadanje u Serie B 2021./22.                   |
| 20. | Crotone        | 16  | 2    | 3  | 11   | 16 | 38 | –22 | 9    | Ispadanje u Serie B 2021./22.                   |

Izvor: